# Liste der Naturdenkmale in Ludwigshafen am Rhein
Die Liste der Naturdenkmale in Ludwigshafen am Rhein nennt die im Stadtgebiet von Ludwigshafen am Rhein ausgewiesenen Naturdenkmale (Stand 29. April 2024).

## Naturdenkmale
| Nr.         | Bezeichnung             | Lage                                               | Beschreibung                                                                          | Bild                                    |
| ----------- | ----------------------- | -------------------------------------------------- | ------------------------------------------------------------------------------------- | --------------------------------------- |
| ND-7314-001 | Schnurbaum              | Oggersheim, Mannheimer Straße, bei Nr. 19 Lage     | Styphnolobium japonicum                                                               | Fotos hochladen                         |
| ND-7314-002 | Schnurbaum              | Oggersheim, Mannheimer Straße, bei Nr. 19 Lage     | Styphnolobium japonicum                                                               | Fotos hochladen                         |
| ND-7314-003 | Gedenkstein             | Rheingönheim, südlich des Ortes im Wildgehege Lage | Gedenkstein für Carl Reiß                                                             | mehr Fotos \| Fotos hochladen           |
| ND-7314-004 | Platane am Ludwigsplatz | Ludwigshafen, Ludwigsplatz Lage                    | Platanus ×hispanica, um 1870 gepflanzt; 1970 ca. 15 m hoch bei 1,2 m Stammdurchmesser | mehr Fotos \| Fotos hochladen           |
| ND-7314-005 | Elf Stieleichen         | Rheingönheim, südlich des Ortes im Wildgehege Lage | Quercus robur, elf Bäume, um 1880 gepflanzt                                           | Direkt Bild zu diesem Denkmal hochladen |
| ND-7314-007 | Platane                 | Maudach, Von-Sturmfeder-Straße, bei Nr. 14 Lage    | Platanus ×hispanica, um 1914 gepflanzt                                                | Direkt Bild zu diesem Denkmal hochladen |

## Ehemalige Naturdenkmale
| Nr.         | Bezeichnung | Lage                                           | Beschreibung                                                                 | Bild            |
| ----------- | ----------- | ---------------------------------------------- | ---------------------------------------------------------------------------- | --------------- |
| ND-7314-006 | Birnbaum    | Ruchheim, Fußgönheimer Straße, bei Nr. 37 Lage | Pyrus communis, um 1930 gepflanzt; 2018 gefällt, Rechtsverordnung aufgehoben | Fotos hochladen |